# Municipio de Marshfield (Dakota del Sur)
El municipio de Marshfield (en inglés: Marshfield Township) es un municipio ubicado en el condado de Perkins en el estado estadounidense de Dakota del Sur. En el año 2010 tenía una población de 30 habitantes y una densidad poblacional de 0,16 personas por km².

## Geografía
El municipio de Marshfield se encuentra ubicado en las coordenadas 45°36′21″N 102°27′31″O / 45.60583, -102.45861. Según la Oficina del Censo de los Estados Unidos, el municipio tiene una superficie total de 185.92 km², de la cual 185,32 km² corresponden a tierra firme y (0,33 %) 0,61 km² es agua.

## Demografía
Según el censo de 2010, había 30 personas residiendo en el municipio de Marshfield. La densidad de población era de 0,16 hab./km². De los 30 habitantes, el municipio de Marshfield estaba compuesto por el 100 % blancos. Del total de la población el 0 % eran hispanos o latinos de cualquier raza.